# Forsyth Barr Stadium
Das Forsyth Barr Stadium (voller Name: Forsyth Barr Stadium at University Plaza) ist ein überdachtes Rugby- und Fußballstadion in der neuseeländischen Stadt Dunedin, in der Region Otago auf der Südinsel des Landes. Das Dach der Anlage wird von dem transparenten Material ETFE, welches z. B. bei der Allianz Arena und dem Eden Project zum Einsatz kam, mit einer Fläche von 20.500 m² überspannt. Es ist das bisher einzige vollüberdachte Naturrasenstadion der Welt.

## Frühere Bezeichnungen des Stadions
Früher war es auch als Dunedin Stadium, Awatea Street Stadium oder unter seinem offiziellen Namen während der Rugby-Union-Weltmeisterschaft 2011 und der U-20-Fußball-Weltmeisterschaft 2015 als Otago Stadium bekannt. Umgangssprachlich wird es durch das Glasdach auch als The Glasshouse (deutsch Das Glashaus) bezeichnet.

## Geschichte
Das Stadion wurde vom Premierminister von Neuseeland John Key am 5. August 2011 eröffnet und ersetzte das Carisbrook als das Heimspielstätte der Highlanders im Super Rugby und der Otago Rugby Football Union im ITM Cup. Ausgetragen wurden hier vier Spiele der Rugby-Union-Weltmeisterschaft 2011 und mehrere Partien der U-20-Fußball-Weltmeisterschaft 2015, sowie Konzerte u. a. von Elton John im November 2011 und April 2013, Aerosmith und Paul Simon, die das erste Mal in Neuseeland auftraten.
Das Forsyth Barr Stadium wurde als eines von zehn Stadien für die Fußball-Weltmeisterschaft der Frauen 2023 ausgewählt.

## Bilder

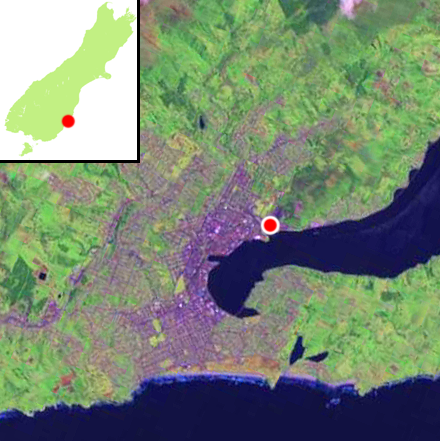
Standort innerhalb der Stadt
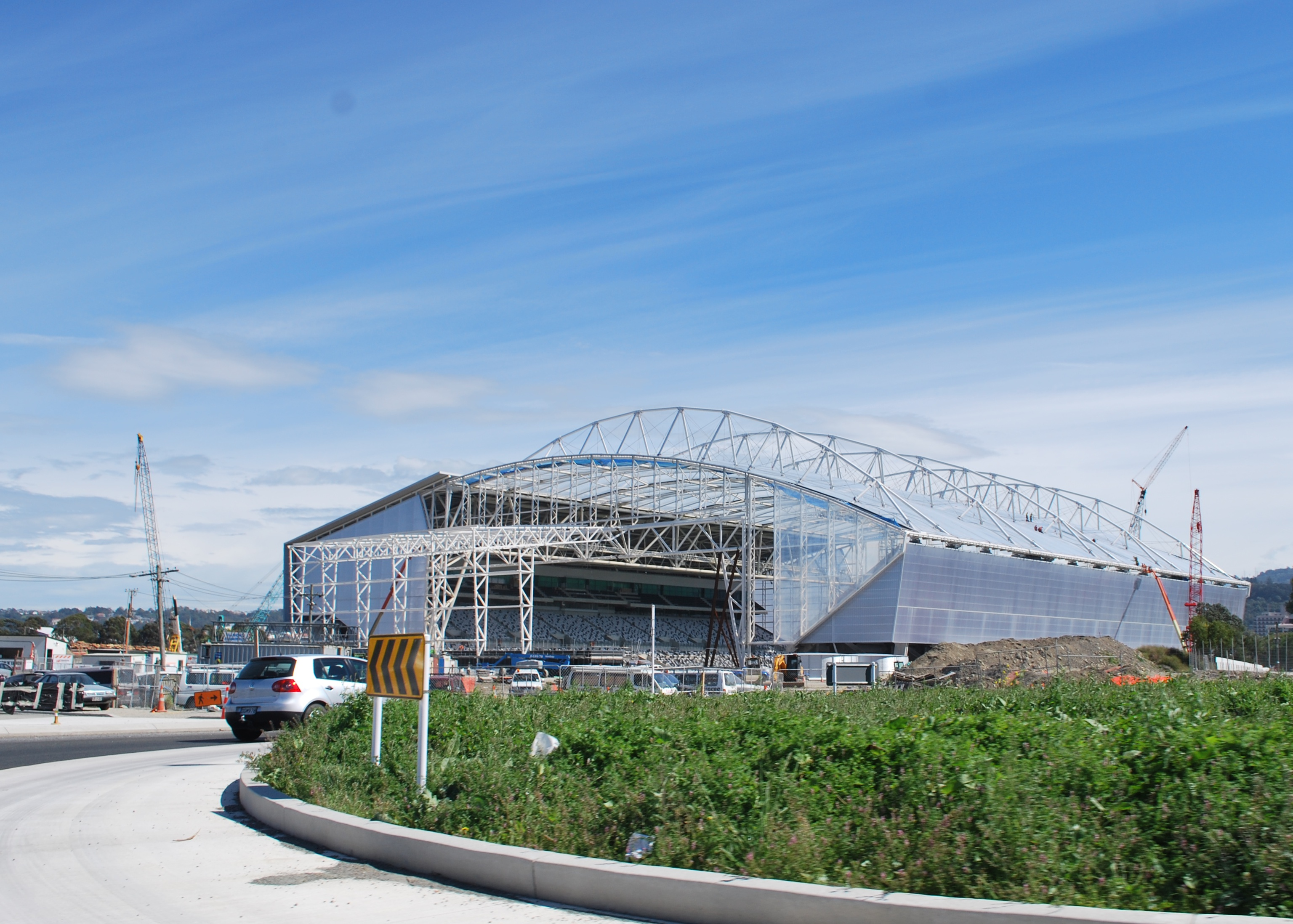
Außenansicht